# Personaggi di My Otome
La seguente scheda contiene un elenco esaustivo dei personaggi che compaiono nell'anime della Sunrise My Otome. Per comodità, essi sono suddivisi in base alla loro appartenenza ad una o a più istituzioni del pianeta Earl.

## Garderobe

### Cinque Pilastri
I Cinque Pilastri sono le Meister Otome più potenti del pianeta. Esse detengono un contratto direttamente con la fondatrice del Garderobe, e prima Otome, Fumi Himeno e si occupano di vigilare per lo più sulle condizioni politiche dell'intero Earl, compiendo spesso missioni diplomatiche nei diversi paesi. In ordine, esse sono:
Sara GallagherSara Gallagher (サラ・ギャラガー Sara Gyaragā) è la prima dei Cinque Pilastri. La pietra a lei associata è l'acquamarina, il suo titolo è "Acquamarina della Galassia". Sara compare nell'episodio 24 e la si vede recare un "dono" alla presidentessa Yukino della Repubblica di Airies da parte del lontano regno orientale di Zipang, ovvero aiuti militari a sostegno della Repubblica per la difesa del Garderobe e di Windbloom dalle mire del Granduca Nagi di Artai.
Natsuki KrugerNatsuki Kruger (ナツキ・クルーガー Natsuki Kurūgā), oltre ad essere la seconda fra i Cinque Pilastri è anche la preside del Garderobe. La pietra a lei associata è il cristallo, il suo titolo come Meister Otome, invece, è "Cristallo di Ghiaccio Argentato" (氷雪の銀水晶 Hyōsetsu no Ginsuishō). Qui per maggiori dettagli.
Shizuru ViolaShizuru Viola (シズル・ヴィオーラ Shizuru Viōra), terza fra i Cinque Pilastri e spalla destra di Natsuki. La pietra a lei è associata è l'ametista, mentre il suo titolo come Meister Otome è "Ametista della bellezza" o "Incantevole Ametista" (嬌嫣の紫水晶 Kyōen no Murasakisuishō). Qui per maggiori dettagli.
Juliet Nao ZhangJuliet Nao Zhang (ジュリエット・ナオ・チャン Jurietto Nao Chan), assurge al ruolo di quarta fra i Cinque Pilastri durante il corso della serie vera e propria. La pietra a lei associata è lo spinello, il suo titolo come Meister Otome è invece, nella sua forma originaria, 破弦の尖晶石 Hagen no Senshouseki. Qui per maggiori dettagli.
Mahya BlytheMahya Blythe (マーヤ・ブライス Māya Buraisu) è l'ultima dei Cinque Pilastri. La pietra a lei associata è la fluorite, il suo titolo "Fluorite danzante" (伶踊の蛍石 Reiyō no Botaruishi). Compare sia nell'episodio 24 che nel quinto omake della serie. In entrambe le situazioni, si occupa di arrestare Akane per la sua defezione dalla cerimonia che l'avrebbe consacrata come Meister Otome a tutti gli effetti. Nello speciale, inoltre, la si vede suggellare il nuovo contratto fra Akane stessa e Kazuya, nuovo regnante di Cardair.

### Corpo docenti
Il corpo dei docenti del Garderobe è composto per la maggiore da Meister Otome che hanno votato la loro vita alla difesa dell'accademia piuttosto che alla difesa di un politico o regnante di uno dei paesi del pianeta Earl.
Segue l'elenco dei personaggi che ruotano intorno al Garderobe.
Natsuki KrugerNatsuki Kruger (ナツキ・クルーガー Natsuki Kurūgā) è la preside del Garderobe, oltre ad essere la seconda fra i Cinque Pilastri. Natsuki proviene dalla lontana regione di Count Kruger (クルーガー伯辺境領) e prima di diventare a tutti gli effetti una dei Cinque Pilastri e preside del Garderobe ha frequentato a sua volta l'accademia come semplice studentessa. A tale periodo risale la sua amicizia con Mai, al tempo sua rivale per la corsa al titolo di prima fra le Coral Otome del loro corso di studi, e l'inizio della relazione con Shizuru, come si apprende dal secondo drama cd della serie. Infatti, Natsuki è stata aiutante di stanza di Shizuru (un anno più grande di lei) quando ancora Coral Otome ed in seguito onēsama della futura Meister Otome Rosalie Claudel durante il periodo trascorso all'accademia come Pearl Otome.
La pietra associata a Natsuki è il cristallo, il suo titolo come Meister Otome, invece, è "Cristallo di Ghiaccio Argentato" (氷雪の銀水晶 Hyōsetsu no Ginsuishō). Esattamente come tutte le altre Otome che avevano il ruolo di Hime nella serie precedente, Natsuki può evocare Element e Robe (armi ed armatura) che ricordano Duran, Child di Natsuki Kuga in Mai-HiME, universo originario della serie.
Shizuru ViolaShizuru Viola (シズル・ヴィオーラ Shizuru Viōra) è la terza fra i Cinque Pilastri, oltre ad essere il braccio destro di Natsuki nella gestione del Garderobe. Il suo interesse amoroso nei confronti di Natsuki, già presente nella precedente serie, Mai-HiME, sembra qui assurgere ad un ruolo superiore, sebbene non siano presenti dettagli evidenti di una loro relazione, lasciata in background e ritenuta quindi canon. Shizuru proviene dal regno di Windbloom e durante i suoi trascorsi all'accademia, come studentessa, ebbe come compagna di corso Haruka Armitage, attuale Meister Otome legata alla presidentessa Yukino, della Repubblica di Aries. È a tale periodo che sembra risalire la rivalità fra Shizuru ed Haruka, destinata ad essere eterna seconda nei confronti dell'attuale terzo pilastro.
Esattamente come in Mai-HiME, anche qui Shizuru dimostra l'assenza di pregiudizi o di imposizioni morali che possano frenare le sue azioni. In linea con un atteggiamento mentale in cui il fine giustifica i mezzi, infatti, non si crea nessun problema nell'usare a suo vantaggio i sentimenti che Tomoe Marguerite prova nei suoi confronti, per potersi liberare dalla prigionia di Artai in cui era caduta pur di difendere Natsuki.
La pietra a lei associata è l'ametista, mentre il suo titolo come Meister Otome è "Ametista della bellezza" o "Incantevole Ametista" (嬌嫣の紫水晶 Kyōen no Murasakisuishō). Anche lei è in grado di evocare Element e Robe che ricordano il Child di Shizuru Fujino (personaggio di Mai-HiME), ovvero una doppia coppia di spade che possono estendersi esattamente come per la naginata utilizzata nella serie precedente e un'armatura dai riflessi e motivi viola che ricordano Kiyohime.
Maria GraceburtMaria Graceburt (マリア・グレイスバート Maria Gureisubāto) è una delle Meister Otome che hanno votato la loro vita al Garderobe. Non essendo a tutti gli effetti un'insegnante, si occupa soprattutto dell'amministrazione dei problemi interni all'accademia. Miss Maria proviene dal Regno Unito di Lutesia ed è anche conosciuta con il titolo di "Diaspro dell'Eternità" (久遠の碧玉 Kuon no Hekigyoku). Ovviamente, la pietra a lei associata è appunto il diaspro.
Rigida e spesso intransigente, Miss Maria è fortemente temuta dalle studentesse, Nao compresa, e la stessa Natsuki le porta rispetto. Avendo vissuto durante il periodo della "Guerra del Re Drago", cinquanta anni prima degli eventi presentati in Mai-Otome, Miss Maria – allora Coral Otome – è piuttosto consapevole del peso della guerra e per tale motivo i suoi atteggiamenti sono spesso volti a rinforzare il carattere delle studentesse del Garderobe. Come Otome, la si vede agire solo nell'ultimo episodio: qui il suo aspetto è quello di una ragazza di giovane età, a dimostrazione del fatto che il suo titolo di Diaspro dell'Eternità non è immotivato.
Yukariko SteinbergYukariko Steinberg (ユカリコ・シュタインベルグ Yukariko Shutainberugu) è una delle insegnanti presso il Garderobe, oltre ad essere ovviamente una Meister Otome al servizio dell'Accademia. Yukariko proviene dal regno di Florince ed è anche conosciuta come "Lapislazzuli Abbaglianti" (幻惑の瑠璃 Genwaku no Ruri), ed ovviamente i lapislazzuli rappresentano anche la pietra a lei associata.
Esattamente come in Mai-HiME (dove Yukariko era una suora-Hime), anche qui può evocare Element e Robe che ricordano la serie precedente, infatti la sua arma è un arco e i motivi della sua armatura ricordano Vlas, il Child a lei associato nell'universo originario.
Youko HeleneYouko Helene (ヨウコ・ヘレネ Youko Herene) è una scienziata che si occupa dell'antica tecnologia conservata presso il Garderobe. È lei, infatti, a somministrare le nanomachines alle studentesse che desiderano diventare Meister Otome, ed è anche lei che si occupa di controllare le loro condizioni di salute e l'eventuale rigetto all'introduzione dei microscopici impianti nel sangue delle Coral e delle Pearl Otome. Delle sue origini si sa poco, quel che è sicuro è che ha trascorso la sua infanzia insieme a Midori (attuale leader degli Aswad) e Reito, ad oggi il cyborg Rad.
Fumi HimenoFumi Himeno (フミ・ヒメノ) è la prima Otome e fondatrice del Garderobe. Fumi visse trecento anni prima degli eventi presentati in Mai-Otome ed era conosciuta come "Puro Diamante Bianco" (真白なる金剛石 Mashiro naru Kongōseki), dalla pietra a lei associata, un diamante appunto.
Fumi fu colei che, praticamente da sola, pose fine alla sanguinosa "Guerra dei Dodici Regni", tuttavia al termine del conflitto, le sue GEM mutarono colore, corrotte dalla disperazione della razza umana, e da allora furono conosciute come Ultimate Black Diamond (漆黒の金剛石 Shikkoku no Kongōseki). Secondo altre interpretazioni, invece, le GEM del Puro Diamante Bianco e le GEM nere del Diamante Nero Definitivo sarebbero diverse ed opposte.
Durante la sequenza di materializzazione di Element e Robe di Shizuru e Natsuki, le GEM agli orecchi delle due Meister Otome indicano le iniziali F.H. a testimonianza del fatto che le Meister Otome del Garderobe detengono regolarmente un contratto e che il loro Master è Fumi Himeno. Inoltre, di Fumi si sa che la sua coscienza continua a selezionare le Otome che debbono acquisire il ruolo di Pilastri quando si viene a creare un posto vuoto nell'élite composta da sole cinque Meister Otome.
Gli episodi 17 e 19 sono ritenuti chiave per comprendere tale legame. Infatti, presso le fondamenta del Garderobe è celata un'enorme sfera che probabilmente rappresenta un sofisticato computer all'interno del quale riposa la coscienza della Fondatrice. Infatti, quando tale computer è scollegato dalla rete che collega tutte le GEM delle Otome del Garderobe (dai Cinque Pilastri, alle insegnanti, alle Pearl e alle Coral Otome), esse non sono in grado di materializzare Element e Robe, mentre le altre Otome (ovvero tutte coloro che hanno un contratto con un regnante o politico di uno dei regni di Earl) conservano intatto il loro potere.

### Coral Otome
Le Otome del Corallo sono le studentesse del primo anno, presso il Garderobe. Esse possono raggiungere il numero massimo di cinquanta elementi ogni anno e sono divise in due classi da venticinque studentesse ciascuna. Periodicamente, tutte le Coral Otome si confrontano in una serie di esami e competizioni per stilare la loro graduatoria di rendimento annuale. Infatti, solo venticinque di loro possono entrare a far parte del secondo corso di studi, ovvero quello delle Pearl Otome, e la graduatoria serve appunto a determinare chi viene promossa al corso successivo e chi invece deve abbandonare l'accademia.
Per quanto riguarda la loro divisa, essa è bianca e rossa, con inserti che cambiano di colore a seconda della posizione nella graduatoria di rendimento.
Esse sono, in ordine di importanza per gli eventi della serie:
Arika Yumemiya: Arika Yumemiya (アリカ・ユメミヤ) è la vera e propria protagonista della serie. Cresciuta dalla nonna, alla sua morte decide di recarsi presso il Garderobe per poter diventare una Otome a tutti gli effetti, incontrando non pochi problemi a causa del fatto che i corsi annuali delle Coral Otome sono già tutti impegnati. Riuscirà ugualmente a farne parte, come studentessa fuori corso grazie alle abilità dimostrate e da allora dividerà la sua stanza con Nina ed Erstin e insieme a Nina sarà anche l'aiutante di stanza personale di Nao.
Ritrovatasi in una situazione altamente pericolosa e non potendo richiamare Element e Robe in quanto semplice Coral Otome, Arika è costretta a sfruttare le GEM lasciatele dalla madre, Rena Sayers, per siglare il contratto con la regina Mashiro di Windbloom. Da allora si ritrova legata alla sovrana e può evocare Element e Robe grazie al potere della GEM chiamata Zaffiro del Cielo Blu (蒼天の青玉 - Souten no Seigyoku). Ovviamente, la pietra a lei associata è lo zaffiro.
Va anche detto che il potere liberato da tale GEM per buona parte della serie rimane incompleto e raggiunge la sua massima potenza solo quando Arika riesce a liberare l'anima di sua madre, il cui corpo era conservato in una capsula creata appositamente dagli Schwarz. Una volta acquisito il potere effettivo, l'armatura di Arika cambia colore e da rosa diviene blu, con associato un mantello di colore verde. Inoltre, durante gli ultimi episodi, ovvero dopo aver acquisito il pieno potere dello Zaffiro del Cielo Blu, anche i capelli di Arika mutano colore ogni qual volta l'Otome materializza Element e Robe, divenendo d'oro, e testimoniando la sua discendenza da Alyssa Searrs, come più tardi spiegato da Miyu. Per quanto riguarda l'arma che Arika può materializzare, si tratta di una lancia di cristallo.
Per buona parte della serie viene spesso lasciato intuire come Arika possa essere la vera regina di Windbloom, al posto di Mashiro, e anche le speculazioni del Maggiore Sergey in tal senso sembrano indicare tale possibilità. In realtà, Arika è veramente figlia di Rena Sayers, Meister Otome dei precedenti regnanti di Windbloom e le supposizioni sulla sua appartenenza alla famiglia reale si rivelano quindi infondate.
Nei confronti dello stesso Sergey, Arika prova un forte sentimento in chiave sentimentale che sarà la causa principale della tensione che si verrà a creare fra lei e Nina.
Note:
Essendo orfana, Arika è costretta a intraprendere diversi lavori part-time per potersi sostenere da sola, anche se la sua retta presso la scuola è finanziata da un benefattore sconosciuto. Solo più tardi nella serie si scoprirà che tale benefattore è in realtà proprio il Maggiore Sergey.
- Arika è spesso chiamata "formichina" (Arinko-kun in giapponese) da Sergey, a causa dei suoi codini che assomigliano alle antenne di una formica.
- Solitamente la si vede recitare a memoria i proverbi della nonna, come se fossero delle leggi da seguire per riuscire a vivere sereni nella società.
- Arika non compare solo in Mai-Otome, ma anche:

- nell'ultimo episodio di Mai-HiME,
- nel primo omake di Mai-Otome, un falso trailer a proposito di un film crossover fra le due serie,
- nel gioco per PlayStation Portable "My-HiME Senretsu! Shin Fuka Gakuen Gekitou Shi".

Nina WángNina Wáng (ニナ・ウォン Nina Won) è uno dei personaggi più importanti di tutto Mai-Otome, insieme ad Arika e Mashiro.
Nina proviene, così come Nao, da Artai, uno dei paesi più poveri e in difficili condizioni di tutto Earl, ed è una delle studentesse che annualmente vengono selezionate dal Maggiore Sergey per essere presentate all'attenzione del Garderobe.
Durante l'evolversi della vicenda, si apprende come Nina sia una persona seria, determinata e spesso testarda che desidera raggiungere il grado di Meister Otome per poter rendere orgoglioso suo padre e ricambiare, nello stesso tempo, i sacrifici da lui compiuti per poterla crescere. Infatti, Nina non è figlia naturale del Maggiore Sergey e nei confronti di quest'ultimo prova dei sentimenti molto forti, di chiara natura romantica, che rendono il loro rapporto estremamente conflittuale.
Ugualmente difficile è il suo rapporto con Arika. Infatti, in principio Nina ritiene la nuova Coral Otome una buona a nulla, tuttavia il carattere estroverso di Arika riesce alla fine a creare i presupposti per una solida amicizia, grazie anche al collante rappresentato da Erstin fra le due. Tuttavia, venendo a conoscenza dei sentimenti che anche Arika prova per suo padre, Nina non sarà in grado di far nulla per controllare tutta la sua rabbia che si tramuterà ben presto in odio.
Spinta da tale sentimento nei confronti di Arika, Nina accetta il contratto con Nagi, Granduca di Artai, indossando le GEM chiamate "Ultimate Black Diamond" (漆黒の金剛石 - Shikkoku no Kongōseki), da cui deriva la pietra a lei associata, oltre al titolo. Quando invoca il potere delle GEM, Nina può indossare una Robe verde e nera e può utilizzare una coppia di "Sai" come suo Element.
Note:
- Nina è in realtà la vera regina di Windbloom, sebbene tale dettaglio viene svelato solo alla fine della serie.
- Nina soffre pesantemente il solletico.
- Insieme ad Arika, è aiutante di Nao.
- Come Arika, anche Nina compare in Mai-HiME, in qualità di compagna di classe di Mai.

Erstin HoErstin Ho (エルスティン・ホー Erusutin Hō) è una delle Coral Otome del Garderobe, oltre ad essere compagna di stanza di Arika e Nina. Per buona parte della serie, Erstin si ritrova a far da collante fra le due, riuscendo a rendere il loro trio affiatato, nel segno di una profonda amicizia.
Erstin frequenta la stessa classe di Arika e Nina e si trova al diciassettesimo posto nella graduatoria provvisoria delle Coral Otome ed insieme ad Irina, un'altra delle Coral Otome del suo corso, è l'aiutante personale di Akane. Provenendo da una famiglia benestante, sono i suoi genitori a pagarle la retta per frequentare il corso presso il Garderobe, sebbene in seguito si apprenderà come questa non sia che una copertura per permettere ad una Ho di muoversi indisturbata all'interno dell'accademia.
Per quanto riguarda il suo carattere, Erstin è gentile e disponibile con tutti, sebbene possa apparire spesso introversa. In realtà, prova dei forti sentimenti di natura sentimentale (yuri) nei confronti di Nina, sentimenti che non essendo ricambiati creano spesso tensione fra le due.
Nei confronti di Arika, invece, appare sempre disponibile al punto da confortarla spesso nei suoi momenti più difficili e ritrovarsi a sua volta a farsi aiutare, soprattutto durante la prova di sopravvivenza organizzata dal Garderobe per testare le Coral Otome. È proprio per proteggere Arika da Tomoe che Erstin si ritroverà ad essere ferita al posto suo.
Quando gli Schwarz lanciano il loro attacco contro Windbloom, Erstin si trova costretta a fronteggiare il destino che l'accompagna sin dalla nascita. La ragazza è infatti un'agente degli Schwarz e i suoi genitori le consentono di frequentare il Garderobe proprio nell'attesa di poter colpire la scuola dall'interno. Combattuta fra i suoi sentimenti e ciò che va fatto, Erstin usa il potere degli Schwarz per evocare uno Slave di scarsa potenza che verrà sconfitto facilmente da Nina. Con la sconfitta di tale Slave, si assiste anche alla morte di Erstin, oltre che all'inizio dello scontro vero e proprio fra Nina ed Arika. Infatti quest'ultima si era rivelata fino ad allora riluttante all'idea di affrontare la sua compagna di stanza, sebbene Nina si fosse già schierata con Artai e quindi contro il Garderobe.
Note:
- A proposito della famiglia Ho, si sa che durante la "Guerra del Re Drago", cinquanta anni prima degli eventi presentati in Mai-Otome, molte Otome provenienti da tale dinastia persero la vita. Per vendicare tale passato, la famiglia Ho si unì agli Schwarz, adottandone lo stile di vita, alla ricerca della tecnologia perduta, ritenuta chiave per il controllo del pianeta.

Irina WoodsIrina Woods (イリーナ・ウッズ Irīna Uzzu) è un'altra delle studentesse che appartengono al corso delle Coral Otome frequentato da Nina ed Arika. Insieme ad Erstin, è aiutante di stanza di Akane e la si vede spesso all'opera nella progettazione e realizzazione delle macchine più strampalate. Infatti, Irina sembra avere una vera e propria passione per le invenzioni e per la tecnologia e spesso si rivolge a Youko per ottenere suggerimenti o chiarificazioni.
La passione di Irina per la tecnologia si rivelerà fondamentale per restaurare la connessione perduta fra le Otome dipendenti dal Garderobe e Fumi, durante uno degli attacchi di Artai.
Al termine della serie, Irina riuscirà a superare il corso, divenendo una Pearl Otome.
Note:
- Gli studi di Irina presso il Garderobe sono sostenuti dal suo paese di origine, la repubblica di Airies.

Tomoe Margherite: Tomoe Marguerite (トモエ・マルグリット Tomoe Maruguritto) frequenta a sua volta lo stesso corso di studi Arika e delle altre, e nella classifica delle Coral Otome detiene la seconda posizione dietro Nina. Inoltre, è l'aiutante di Chie, Pearl Otome.
Tomoe è anche uno dei personaggi più discussi di tutta la serie, infatti pur essendo una ragazza particolarmente dotata non sembra conoscere scrupoli e per tale motivo finirà con l'assumere il ruolo di antagonista, ritrovandosi manovrata da parte del Granduca di Artai nei suoi tentativi di conquista del Garderobe. Infatti, Tomoe è palesemente innamorata di Shizuru e durante tutto l'arco della serie farà il possibile per riuscire nei due scopi che si è preposta: strappare a Nina la posizione numero uno nella classifica delle Coral Otome (per attirare le attenzioni della stessa Shizuru) e far allontanare Arika dal Garderobe.
Nei confronti di Arika, infatti, Tomoe prova un forte sentimento di astio, alimentato dal fatto che Shizuru sembra avere particolari attenzioni nei confronti della studentessa fuori corso. D'altrocanto, sia Shizuru che Chie sembrano assolutamente consapevoli della malizia di Tomoe e la prima non si crea nessun problema nell'usare i sentimenti della Coral a suo vantaggio, nella difesa del Garderobe e di Natsuki.
Più tardi nella serie, Tomoe sarà scelta per essere la leader delle Valchirie, un gruppo di Otome controllate dagli Schwarz. È proprio a quest'arco della serie che risale la sua relazione esclusivamente carnale con Shizuru. Nella serie, è implicito il parallelo fra le due, di cui la stessa Tomoe sembra essere consapevole, affermando come in fondo loro due siano uguali.
Per quanto riguarda la sua trasformazione in Otome, essa avviene solo grazie alla GEM che viene donata alle Valchirie dagli Schwarz e che Miyu chiama "Ossidiana maledetta" (呪詛の黒曜石 – Juso no Kokuyōseki). Va detto anche che tale GEM in realtà si differenzia dalle altre in quanto è stata creata appositamente dagli Schwarz, che cercano di sfruttare il corpo di Rena – madre di Arika – per riprodurre le condizioni particolari di Fumi, la fondatrice del Garderobe. A tutti gli effetti, la Master delle Valchirie, infatti, è proprio Rena.
Note:
- Anche nel fandom yuri, Tomoe viene spesso paragonata a Shizuru, in particolare a Shizuru Fujino di Mai-HiME, più che alla Meister Otome Shizuru Viola. Sono in molti a convenire sul fatto che i due personaggi sono molto simili, sebbene fra di loro esista una differenza sostanziale rappresentata dalla presenza/assenza di una figura positiva al loro fianco. Infatti, tanto Shizuru che Tomoe sembrano agire in maniera molto simile, cedendo ai loro sentimenti e non facendosi scrupoli nel portare dolore pur di ottenere quanto desiderato. Tuttavia, la presenza di Natsuki Kuga al fianco di Shizuru Fujino si rivela fondamentale per salvare la Hime dal suo abisso personale. Questo aspetto è del tutto assente, invece, per quanto riguarda Tomoe, lasciata in balia dei suoi sentimenti e priva della presenza di una persona che possa salvarla dalla sua personale disperazione.

Lilie AdeanLilie Adean (リリエ・アディーン Ririe Adīn) è a sua volta una delle compagne di classe di Arika. La si vede spesso in compagnia di altre due Coral Otome, Miya e Yayoi, ed insieme a quest'ultima, Lilie è eletta da Shiho membro onorario del Maki Maki club. Insieme a Tomoe, è aiutante di Chie. Lilie è anche una delle Coral Otome che riuscirà a superare il corso di studi e diventare a tutti gli effetti una Pearl Otome alla fine della serie.
Yayoi AlterYayoi Alter (ヤヨイ・オールター Yayoi Ōrutā) fa parte della stessa classe di Coral Otome frequentata da Arika e Nina. Insieme a Miya, è aiutante di Shiho e si trova suo malgrado coinvolta nelle operazioni della Pearl Otome, spesso rivolte a maledire la maggior parte delle Otome del Garderobe. Diventerà una Pearl Otome alla fine della serie, insieme a Lilie.
Miya ClochetteMiya Clochette (ミーヤ・クロシェット Mīya Kuroshetto) è aiutante di Shiho e compagna di classe di Arika e delle altre. Dotata di un carattere debole, è spesso vittima delle angherie di Tomoe che non si crea nessuno scrupolo nell'usarla a suo piacimento. Lascia il Garderobe quando si scopre che è stata lei ad organizzare il tentato stupro di Arika, sebbene dietro tutto questo vi sia Tomoe.

### Pearl Otome
Le Otome della Perla sono le studentesse del secondo anno, presso il Garderobe. Le più importanti fra di loro entrano a far parte di un gruppo ristrettissimo, composto da tre soli elementi e chiamato "Triade", che ha le funzioni di un vero e proprio consiglio studentesco d'élite.
Akane SoirAkane Soir (アカネ・ソワール Akane Sowāru) è la migliore studentessa di tutto il Garderobe e detiene il primo posto nella classifica delle Pearl Otome, cosa questa che la rende membro ufficiale della Triade per il suo corso di studi.
Esattamente come Mai, Akane è lacerata dall'impossibilità di seguire i propri sentimenti e realizzarsi come Meister Otome. Infatti la migliore Otome della Perla del Garderobe è innamorata di Kazuya, uno degli eredi al trono di Cardair e studente presso l'università di Windbloom, cui deve rinunciare quando viene chiamata a rivestire anzitempo il ruolo di Meister Otome del re di Florince.
Alla fine, saranno i suoi sentimenti a risultare vincitori del confronto e proprio durante la cerimonia per diventare Meister Otome, Akane fuggirà dal Garderobe in compagnia di Kazuya.
Più tardi, Akane sarà letteralmente sequestrata da Maya, il quinto fra i Cinque Pilastri, per poter aiutare le Otome nella battaglia contro Artai e gli Schwarz. Come Meister Otome, e per volere di Maya stessa, sarà legata a Kazuya da un regolare contratto e da allora utilizzerà il titolo di "Malachite dell'Amore Puro" (清恋の孔雀石 Seiren no Kujakuishi). Ovviamente, la pietra a lei associata è la malachite.
Curiosità:
- Quando Akane materializza la sua Robe, ha sul capo delle orecchie da felino. Come per tutte le Otome che erano Hime nella serie precedente, anche questo vuole essere un omaggio al suo Child, Harry.

Chie HallardChie Hallard (チエ・ハラード Chie Harādo) è una delle Pearl Otome del Garderobe. Nella graduatoria del suo corso, riveste la posizione numero due, direttamente dietro Akane, per buona parte della serie ritrovandosi poi al primo posto quando Akane abbandona la scuola. Questo fa di lei un membro ufficiale all'interno della Triade.
Esattamente come in Mai-HiME, anche qui Chie è un vero e proprio maschiaccio e la si vede spesso andare in giro ad insidiare le Coral Otome del Garderobe con una rosa blu fra le dita, sebbene sia implicito come il suo modo di fare sia soprattutto canzonatorio, così come lasciano intendere in tal proposito le parole di Aoi Senoh.
A proposito di Aoi, la loro relazione già ambigua in Mai-HiME sembra qui decisamente più matura, rivelandosi a tutti gli effetti come una relazione sentimentale effettiva, in chiave ovviamente yuri.
Quando Artai e gli Schwarz creano il gruppo di Otome al loro servizio, le Valchirie, anche Chie entra a farne parte, ma una serie di lettere scambiate con la Repubblica di Airies, da cui Chie proviene, testimoniano come dietro la sua scelta ci sia il desiderio di controllare dall'interno le mosse di Tomoe, leader del gruppo, e delle altre Otome traditrici. Infatti, Chie rimane fedele al Garderobe e riesce a liberarsi del controllo mentale imposto dagli Schwarz grazie al potere misterioso di Shiho, terza fra le Pearl Otome del suo corso.
Curiosità:
- Anche se all'interno del Garderobe Chie non indossa gli occhiali, come avveniva invece in Mai-HiME, grazie ad Aoi si apprende che tale accortezza viene utilizzata solo per rivelarsi più attraente agli occhi delle Coral Otome.
- Nella Repubblica di Airies, Chie riveste il ruolo di Maggiore dell'esercito, al servizio del generale Haruka Armitage.

Shiho HuitShiho Huit (シホ・ユイット Shiho Yuitto) è a sua volta una delle Pearl Otome che fa parte della Triade, rivestendo la posizione numero tre nella graduatoria delle Otome della Perla del suo corso di studi.
Shiho proviene da Cardair ed è, a tutti gli effetti, uno dei personaggi più comici di tutto Mai-Otome. Infatti, la si vede spesso utilizzare uno strumento particolare, a metà fra uno zampirone ed un microfono, sul quale è applicata una manovella e il cui scopo è quello di propiziare una sorta di rito voodoo, meglio conosciuto come "Maki Maki", utilizzato da Shiho per "spiralizzare" (maledire) le sue rivali o coloro che le hanno fatto un torto. Proprio a causa di questa sua abitudine, Shiho è soprannominata "Uzumaki" da Nao.
Alla fine della serie, Shiho diventa a tutti gli effetti una Meister Otome e combatte al fianco delle altre nella difesa del Garderobe. La GEM che indossa è conosciuta come "Spiral Serpentine" (螺旋の蛇紋石 Rasen no Jamonseki) e le permette di materializzare una Robe con motivi tipici del voodoo, quali per esempio i teschi.
Curiosità:
- Come tutte le altre Meister Otome che erano HiME nella serie precedente, anche Shiho indossa una robe nera, come nero era il colore del Child Yatagarasu, ibrido fra un corvo ed un pipistrello.
- Per "spiralizzare" le sue vittime, Shiho fa ruotare il suo particolare strumento ripetendo la formula Maki Maki (gira, gira), associando ogni volta a tale formula un colore differente: Aka Maki Maki (spirali rosse), Ao Maki Maki (spirali blu) Ki Maki Maki (spirali gialle). Sebbene per buona parte della serie l'effetto di tali maledizioni risulti dubbio, gli episodi finali dimostreranno l'effettivo potere del Maki Maki di Shiho.

Juliet Nao ZhangJuliet Nao Zhang (ジュリエット・ナオ・チャン Jurietto Nao Chan) è per buona parte della serie la Pearl Otome numero quattro nella graduatoria del suo corso. Quando Akane abbandona il Garderobe per seguire Kazuya, Nao entra ufficialmente a far parte della Triade, per poi diventare a sua volta una Meister Otome come membro dei Cinque Pilastri, andando ad occupare la posizione vacante.
Esattamente come Nina, Nao è stata inviata al Garderobe da Sergey e proviene da Artai, sebbene il suo carattere sia molto diverso da quello di Nina e per tale motivo Nao non intenda sottomettersi ai desideri del suo paese d'origine.
Nao ha un carattere egoista, manipolatore, esattamente come in Mai-HiME. Anche qui la si vede spesso per i bassifondi della città di Windbloom, con la differenza che invece di muoversi in maniera indipendente, in Mai-Otome gestisce un gruppo di teppisti di cui è leader, gli Stripes. Essi sembrano agire in maniera indipendente rispetto alle autorità locali, ma pur sempre in nome del bene, in una città resa povera e pericolosa dalla sconsideratezza della regina Mashiro. Nei bassifondi, Nao è conosciuta con il nome di Juliet.
Presso il Garderobe, Nao mantiene un comportamento spesso irresponsabile, tradendo un carattere poco avvezzo alle regole della scuola, sebbene le sue iniziative si rivelino spesso preziose per risolvere le situazioni più disparate. Lei stessa sostiene che il suo desiderio è quello di sposare un uomo ricco e vivere il resto della sua vita in maniera confortevole e per tale motivo lo studio le sembra tempo sprecato. Questo suo sogno è tuttavia rovinato quando viene scelta per entrare a far parte dei Cinque Pilastri.
Come Meister Otome, la pietra a lei associata è lo spinello, il suo titolo è, invece, nella sua forma originaria, 破弦の尖晶石 Hagen no Senshouseki.
Curiosità:
- Anche Nao era presente in Mai-HiME, come una delle ragazze in grado di materializzare fotoni. Per tale motivo, esattamente come le altre, anche Nao può materializzare una Robe che ricorda Julia, il suo Child. Infatti, la sua armatura oltre ad essere di colore verde, ha sul pettorale un motivo che ricorda una ragnatela.
- Anche il suo soprannome, Juliet, sembra essere un chiaro riferimento a Julia.

## Regno di Windbloom (ヴィントブルーム王国)
Il Regno di Windbloom è uno dei paesi più importanti del pianeta Earl. Attualmente, è governato da Mashiro Blan de Windbloom, Regina effettiva del paese dopo l'incoronazione, sebbene in realtà non sia la legittima sovrana del paese.
Va anche tenuto a mente che il Garderobe, pur essendo un'istituzione a sé stante del pianeta Earl e rispondendo a leggi sue proprie, a livello geografico sorge sul territorio di Windbloom.

### Leader ed Otome
Mashiro Blan de WindbloomMashiro Blan de Windbloom (マシロ・ブラン・ド・ヴィントブルーム Mashiro Buran Do Vintoburūmu) è l'attuale sovrana del regno di Windloom. Arrogante ed infantile, Mashiro diventa accidentalmente la Master di Arika ad inizio serie ed è proprio a questo incidente che si deve l'inizio della loro amicizia.
In realtà, Mashiro non è la vera erede al trono di Windbloom, che per discendenza spetterebbe invece a Nina, sebbene per buona parte della serie tale elemento permanga sempre fonte di dubbio. La stessa Mashiro sembra essere consapevole, anche a causa delle voci di corridoio del suo popolo, della possibilità di non essere la legittima sovrana del regno, cosa questa che la rende più che mai insicura ed infantile.
Vivendo in una vera e propria campana di vetro, Mashiro agisce in principio seguendo i propri desideri, senza curarsi del male che può causare alle persone che le stanno vicino. Vittime di questo suo modo di fare saranno sia Aoi (in maniera lieve) che Mimi, un'orfana che vive nei bassifondi di Windbloom e che tuttavia riuscirà ad avvicinarsi alla regina nella seconda parte della serie, ovvero durante la guerra fra Artai e Windbloom.
Per quanto riguarda il suo contratto con Arika, esso viene siglato in maniera provvisoria ad inizio serie e poi in maniera formale grazie alle GEM della Coral Otome durante l'attacco da parte di uno Slave degli Schwarz. Da allora, e sebbene tanto Arika quanto Mashiro cerchino di disfarsene, la loro relazione cresce fino a diventare una profonda amicizia e le due finiranno con il sostenersi spesso a vicenda.
Curiosità:
- Mashiro è quasi sempre accompagnata da un gatto nero con una X sulla fronte e che risponde al nome di Mikoto.
- Mashiro inizierà a prendere coscienza degli errori che fa da sovrana grazie, sostanzialmente, a tre figure: Takumi (che aprirà gli occhi della regina sulle condizioni della sua nazione), Midori (che verrà presa come esempio di leader capace di farsi rispettare, ma anche amare dai suoi) e Mimi (la cui morte è decisiva per riscuotere la regina e farla finalmente crescere).

Arika YumemiyaArika Yumemiya (アリカ・ユメミヤ), a causa del contratto siglato con Mashiro, è a tutti gli effetti la Meister Otome della sovrana di Windbloom. Qui per maggiori informazioni.

### Altri
MikotoMikoto (ミコト) è il grasso gatto nero di Mashiro. La connessione che esiste fra Mikoto e l'ombra presente sotto il Palazzo di Fuuka (il palazzo reale del regno di Windbloom) rimane un mistero, anche se evidentemente Mikoto non è un semplice gatto e infatti esistono delle sue "copie" sparpagliate per tutto il pianeta, ciascuna dotata di un diverso marchio sulla fronte. Più tardi si scoprirà che tali gatti sono in realtà messaggeri e spie di Mikoto, la dea-gatto.
cardinale SakomizuIl cardinale Sakomizu (サコミズ・カージナル Sakomizu Kājinaru) è il capitano delle guardie reali di palazzo. Lo si vede costantemente preoccupato per le azioni sconsiderate della regina Mashiro, nei confronti della quale si comporta in maniera paterna.
Aoi SenohAoi Senoh (アオイ・セノー Aoi Senō) è la cameriera personale di Mashiro, oltre ad essere una delle poche persone che costantemente confidano nella buona volontà della sovrana di Windbloom. Aoi è anche particolarmente vicina a Chie, e nel fandom yuri la loro relazione è ritenuta palesemente sentimentale.
A causa della sconsideratezza di Mashiro, Aoi si trova spesso nei guai, fino ad arrivare al suicidio pur di mantenere il segreto su dove la regina si trovi. Fortunatamente per lei, il lancio a vuoto dalla rupe risulta grave ma non mortale e la stessa Aoi viene salvata dalle forze di Artai, essendo a conoscenza di una delle strofe in grado di attivare l'Harmonium. Alla fine, Aoi e Chie riescono a riunirsi durante la liberazione di Windbloom dalle forze di Artai.
MimiMimi (ミミ) è una bambina orfana di padre e di madre che vive nei bassifondi di Windbloom. Durante la sua prima comparsa, Mimi ruba il ciondolo di Nina, dono di suo padre Sergey, e in seguito viene salvata da Mashiro, con la quale diviene amica non conoscendone l'identità di regina. Infatti, come tutti gli altri abitanti del regno, Mimi nutre un vero e proprio odio nei confronti della sovrana, ritenuta responsabile delle gravi condizioni del paese.
Mimi finirà con l'essere gravemente ferita da una creatura del deserto nei pressi del quale vivono gli Asward e dove si sono rifugiati i fuoriusciti di Windbloom, dopo l'invasione di Artai. Ferita gravemente, Mimi morirà sotto gli occhi impotenti di Mashiro che proprio grazie a tale evento riuscirà a capire quanto dolore ha causato sinora alla sua gente e a prendere una decisione fondamentale per il futuro della sua città: allearsi con la tribù guidata da Midori, in cambio della promessa di rendere pubblici i segreti tecnologici detenuti dal Garderobe.

## Artai (アルタイ公国)
Governato dal granduca Nagi Dài Artai, il Granducato di Artai è uno dei regni più poveri dell'intero Earl. Sorge su un territorio brullo e montagnoso e versa in difficili condizioni, tali da rendere necessario un regime di tipo militare.

### Leader ed Otome
Nagi Dài ArtaiNagi Dài Artai (ナギ・ダイ・アルタイ Nagi Dai Arutai) è il Granduca del regno di Artai. Furbo e privo di scrupoli, in principio Nagi sembra semplicemente divertirsi nel punzecchiare Mashiro, al punto da arrivare a proporle un matrimonio d'interesse. In realtà, dietro il suo fare vi è il chiaro intento di destabilizzare la regina, spingendo soprattutto sul dubbio che Mashiro non sia la legittima sovrana di Windbloom.
Nagi infatti spinge perché il pianeta di Earl sia nuovamente segnato dalla guerra e un giorno governato dal suo granducato. Ecco perché in realtà si muove nell'ombra per mettere tutti i regni di Earl gli uni contro gli altri ed è infatti egli stesso che, segretamente, dà vita all'inizio della guerra vera e propria, il cui epicentro è rappresentato dallo scoppio delle ostilità fra i due regni di Lutecia Romulus e Lutecia Remus.
Durante l'arco della serie lo si vede spesso accompagnato da Sergey Wáng, prima, ed in seguito soprattutto da Nina, di cui grazie al contratto diventa Master.
Alla sconfitta di Artai, Nagi è arrestato dal Maggiore Chie Hallard di Airies e viene costretto ai lavori forzati nella Black Valley.
Nina WángNina Wáng (ニナ・ウォン Nina Won) acconsente a legarsi con Nagi, attraverso il contratto e la GEM conosciuta come "Ultimate Black Diamond", dopo la morte di Erstin Ho. Qui per maggiori informazioni.

### Altri
Sergey WángSergey Wáng (セルゲイ・ウォン Serugei Won) è il Maggiore delle milizie di Artai, oltre ad essere il braccio destro di Nagi ed il padre adottivo di Nina. Lo si vede spesso nei pressi del Garderobe, infatti Sergey è anche il rappresentante del suo regno presso l'accademia delle Otome.
Il suo personaggio è alquanto controverso, combattuto – esattamente come sua figlia Nina – fra i doveri e i suoi stessi desideri. Di Sergey si sa che in passato era molto vicino a Rena Sayers, madre di Arika, per la quale probabilmente provava un sentimento di natura romantica ben diverso dalla semplice amicizia. Consapevole di come Arika sia figlia di Rena, a causa delle GEM che vede in possesso della ragazza e che ovviamente riconosce come Zaffiro del Cielo Blu, si trova spesso a difenderla ed a pagare segretamente la sua retta presso il Garderobe.
Nei suoi confronti, tanto Nina quanto la stessa Arika sembrano provare dei sentimenti molto forti e la relazione fra Sergey e Nina ha spesso la connotazione di un incesto vero e proprio, sebbene rimanga sempre sul piano platonico e non venga consumata.
Negli eventi finali della serie, Sergey viene gravemente ferito e rimane per molto tempo in coma, in bilico fra la vita e la morte. Nella conclusione vera e propria, lo si vede in compagnia di Nina, in una stanza di un castello lontano, privo di memoria.
YamadaYamada (ヤマダ) è una figura misteriosa che vive nei bassifondi di Windbloom. Lo si vede spesso fornire informazioni segrete a Sergey, al punto da esserne, plausibilmente, un informatore segreto. Inoltre, è anche l'informatore di Nao, nonché di Natsuki in Mai-HiME.

## Schwarz (シュヴァルツ)
Gli Schwarz sono un'organizzazione segreta che si occupa di studiare l'antica tecnologia per scopi propri e sconosciuti. Sono anche coloro che hanno ideato l'evocazione degli Slave, creature mostruose il cui destino è legato alla vita di colui che le evoca. 

### Leader
John SmithJohn Smith (ジョン・スミス Jon Sumisu) è il portavoce e, probabilmente, leader dell'organizzazione segreta degli Schwarz. È colui che sigla l'accordo con Nagi, rendendo gli Schwarz a tutti gli effetti alleati del granducato di Artai, per poter prendere il controllo di Windbloom.
Esattamente come Nagi, anche Smith e gli Schwarz si muovono nell'ombra e sono coloro che si occupano della ricostruzione segreta del castello della regina Mashiro. Infatti, sotto gli occhi ignari del Garderobe e della stessa regina, gli Schwarz riescono a rendere il palazzo reale un'arma a distanza di distruzione di massa, capace di contrastare il potere del Garderobe stesso.
John Smith è anche uno dei responsabili della morte di Rena Sayers, oltre che colui che è riuscito a far sì che il corpo di Rena divenisse simile a quello della fondatrice, per permettere la creazione delle Valchirie, le false Otome.
Negli ultimi episodi della serie, John Smith viene ucciso da un colpo d'arma da fuoco sparato da Sergey.

## Repubblica di Airies (エアリーズ共和国)
È uno dei pochi paesi di Earl a non essere governato da un regime o da una monarchia. Retta da un vero e proprio consiglio, la Repubblica di Airies è rappresentata dal Presidente Yukino Chrysant.

### Leader ed Otome
Yukino ChrysantYukino Chrysant (ユキノ・クリサント Yukino Kurisanto) è la Presidentessa della Repubblica di Airies. Legata dal contratto ad Haruka Armitage, si mostra qui molto più padrona delle sue azioni di quanto non fosse in Mai-HiME. La si vede spesso riprendere la sua esuberante Meister Otome, pur mantenendo un comportamento quasi sempre pacato.
Del suo passato si sa che è stata studentessa presso l'università di Windbloom, e a tale periodo risale l'inizio della sua amicizia con Haruka, allora studentessa del Garderobe (come si apprende dai drama cd che accompagnano la serie vera e propria).
Nel fandom yuri, Haruka e Yukino sono ritenute a tutti gli effetti una coppia, legata da una relazione solida e duratura nel tempo.
Haruka ArmitageHaruka Armitage (ハルカ・アーミテージ Haruka Āmitēji) è la Meister Otome della presidentessa Yukino Chrysant di Airies, oltre ad essere il generale dell'esercito della Repubblica. Conosciuta anche come "Topazio delle Isole" (珠洲の黄玉 Suzu no Kōgyoku), Haruka è ovviamente associata al topazio, come pietra preziosa.
Forte ed energica, sempre esuberante, Haruka può materializzare una Robe di colore giallo e come Element una palla chiodata dotata di una lunga catena.
Haruka ha frequentato il Garderobe insieme Shizuru e fra le due esiste una rivalità che si protrae sin da allora.
Curiosità:
- È da notare come il rapporto esistente fra Haruka e Yukino sia completamente ribaltato, in Mai-Otome, rispetto a Mai-HiME. Qui, infatti, è Haruka a prendere le difese di Yukino e ad esserne l'Otome, mentre in Mai-HiME era proprio Yukino a far parte del gruppo delle HiME e a prendersi cura del capo del comitato esecutivo del Fuuka Gakuen.
- La nave ammiraglia della Repubblica di Airies si chiama "Suzushiro". Questo è un piccolo omaggio al personaggio Suzushiro Haruka, controparte della Meister Otome in Mai-HiME.

## Asward (アスワド)
Gli Asward sono un gruppo di uomini e donne che vivono nascosti fra i canyon del deserto conosciuto come Black Valley. Guidati da Midori, il loro leader, sono convinti che la tecnologia detenuta dal Garderobe debba essere appannaggio di tutti per migliorare le condizioni di vita del pianeta Earl.
A differenza degli Schwarz, di cui in principio erano alleati, gli Asward detengono un forte senso dell'onore e della lealtà, oltre che rispetto per i loro stessi nemici. Queste concezioni sono alla base della frattura nei rapporti esistenti fra gli Asward e gli Schwarz, avvenuta quando gli stessi Asward si resero conto della natura di assassini privi di scrupoli dei loro alleati. Infatti, furono proprio gli Schwarz a rubare il corpo di Rena Sayers, madre di Arika, per le loro ricerche, privandola così di degna sepoltura e finendo con l'attirare su di loro l'odio della gente della Black Valley.

### Leader
MidoriMidori (ミドリ) è il leader degli Asward ed è colei che spinge maggiormente per il recupero dell'antica tecnologia. Midori combatte con una coppia di wakizashi gemelle e con una tecnologia alternativa a quella delle GEM del Garderobe, non del tutto perfezionata, e che risponde al nome di REM (acronimo di Reinforcing Enigmatic Matrix), che garantisce poteri molto simili a quelli delle Otome per una durata massima di 300 secondi.
Midori può anche evocare uno Slave, molto simile agli Slave degli Schwarz, chiamato Gakuten-O, praticamente identico al Child che Midori Sugiura poteva evocare in Mai-HiME.

### Altri
RadRad (ラド Rado) è uno dei cyborg della Black Valley che risponde alla guida di Midori. Rad combatte con una lancia e durante la serie si apprende come in realtà egli sia la versione robotica di Reito.
Rad è cresciuto insieme a Midori e Youko e in una delle fotografie in possesso della scienziata del Garderobe lo si vede in versione umana, da bambino. La stessa Youko lo chiama Reito durante il loro incontro, sebbene Rad risponda che egli non è più l'umano che era e che la scienziata ricorda.
Rad è anche il responsabile della morte di Rena, madre di Arika, uccisa durante uno scontro congiunto fra gli Asward e gli Schwarz, contro i regnanti di Windbloom, quindici anni prima delle vicende attuali.
Come tutti i cyborg del gruppo di Midori, anche Rad può evocare uno Slave, simile ad un cerbero.
LumenLumen (ルーメン Rūmen) è un altro dei cyborg del gruppo di Midori. Pur possedendo un corpo di donna, la sua voce è invece maschile. Lumen combatte con una lunga frusta metallica e può evocare uno Slave chiamato Ketos.
GalAnche Gal (ガル Garu) fa parte del gruppo di Midori e sembra essere piuttosto abile con tutto quanto riguarda le apparecchiature elettroniche. Gal combatte utilizzando un chakram e come tutti gli altri cyborg del gruppo, può evocare uno Slave le cui forme ricordano quelle di un insetto.
DyneDyne (ダイン Dain) è l'ultimo cyborg facente parte del gruppo guidato da Midori. Fra tutti, sembra essere il più imponente e combatte con una doppia-ascia.

## Zipang (ジパング)
È uno dei regni più distanti del pianeta Earl, rispetto al focolaio di guerra rappresentato da Artai e Windbloom. È altamente probabile che Zipang sia stato fondato da un gruppo di uomini provenienti dal Giappone, al tempo della colonizzazione del pianeta. Infatti, i nomi dei personaggi legati a tale paese sono scritti in Kanji e lo stesso nome Zipang sembra provenire da Cipango, Jipangu o Zipangu, nomi (derivati dal Cinese Jipen) con cui veniva indicato il Giappone dagli europei durante il Medioevo ed il Rinascimento.

### Leader
Takumi TokihaTakumi Tokiha (鴇羽 巧海 頭忠頼 Tokiha Takumi no Kami Tadayori) è il figlio dello shōgun di Zipang, nonché fratello di Mai Tokiha, al tempo compagna di studi di Natsuki presso il Garderobe.
Takumi raggiunge Windbloom in viaggio per farsi un'idea delle condizioni del lontano regno, ma è sostanzialmente contrario al sistema ideato dal Garderobe che pone il peso di un'intera nazione sulle spalle di una singola ragazza.
Ciononostante, il viaggio a Windbloom è di fondamentale importanza per Takumi, in quanto è proprio grazie a quest'esperienza che l'erede al trono di Zipang riesce a farsi un'idea delle condizioni generali del pianeta Earl. A dimostrazione di ciò, sebbene la guerra sia lontana dal suo regno, Takumi invia degli aiuti cospicui alla Repubblica di Airies nella battaglia contro Artai.
Curiosità:
- Takumi usa spesso il nome completo di titolo "Tokiha Takumi no Kami Tadayori", per presentarsi.

### Altri
Akira OkuzakiAkira Okuzaki (尾久崎 晶 Okuzaki Akira) è una kunoichi (donna ninja) al servizio di Takumi, oltre ad esserne la personale guardia del corpo. Akira dimostra una forza ed un'abilità eccezionali, paragonabili se non superiori a quelle di una Coral Otome.
Curiosità:
- Esattamente come in Mai-HiME, anche in Mai-Otome Akira indossa abiti maschili, spesso prendendo il posto di Takumi.

Mai TokihaMai Tokiha (鴇羽 舞衣 Tokiha Mai) è la sorella scomparsa di Takumi, oltre ad essere stata compagna di studi e rivale di Natsuki, durante il periodo trascorso come Coral Otome presso il Garderobe.
Mai era l'Otome più dotata del suo corso di studi, al punto da detenere il primo posto nella graduatoria delle Coral del suo anno. Essendo particolarmente talentuosa, Mai fu scelta per diventare una dei Cinque Pilastri (il quarto, poi rimpiazzato da Nao), ma combattuta fra il suo dovere ed il suo amore per un uomo, abbandonò il Garderobe e di lei ben presto si persero le tracce.
Più tardi nella serie si apprende che durante la sua fuga, Mai finì con il perdersi fra le nebbie della Foresta degli Spiriti, dove cadde in una delle trappole di Mikoto, la dea-gatto, che involontariamente ingerì uno dei due rubini che componevano le GEM di Mai. Da allora, Mikoto è la Master di Mai, conosciuta anche come "Rubino dell'arco di fuoco" (炎綬の紅玉 Enju no Kōgyoku).
Curiosità:
- Esattamente come tutte le Otome che erano HiME nella serie precedente, anche Mai può evocare una Robe e degli Element molto simili al Child Kagutsuchi, in quanto a colori e motivi.

## Impero di Cardair (カルデア帝国)

### Leader ed Otome
Argos XIVArgos XIV (アルゴス14世 Arugosu 14) è uno dei tre imperatori di Cardair. Segretamente, Argos XIV lavorava insieme agli Asward per la conquista della tecnogia segreta del Garderobe, ma causa del suo tradimento nei loro confronti, tuttavia, finirà con il morire quando la sua Otome verrà uccisa per vendetta.
Fiar GrosseFiar Grosse (フィア・グロス Fia Gurosu) è l'Otome associata all'Imperatore Argos XIV. Pur non fidandosi degli Asward, Fia è molto fedele al suo Master e per questo motivo attacca gli Asward su suo comando, per rubare loro la tecnologia REM. Come risultato, verrà uccisa dai cyborg guidati da Midori, siglando anche la morte del suo Master. Fia è anche conosciuta come "The Lovely Onyx" (塊麗の縞瑪瑙 Kenrei no Shimamenō) e la pietra a lei associata è appunto l'onice.

### Altri
Kazuya Krau-XekuKazuya Krau-Xeku (カズヤ・クラウゼク Kazuya Kurauzeku) è uno degli eredi di una delle tre famiglie sovrane di Cardair, oltre ad essere uno studente presso l'università di Windbloom.
Kazuya è anche il responsabile della fuga di Akane, infatti la Pearl Otome è innamorata di lui e sceglierà di seguire il suo amore, piuttosto che i propri doveri di Otome. Al termine della serie, Kazuya e Akane saranno legati da regolare contratto e Kazuya diventerà a tutti gli effetti il nuovo Imperatore di Cardair.

## Regni minori

### Florince (フロリンス)
Charles Guinel Roy d'Florince VIIICharles Guinel Roy d'Florince VIII (シャルル・ギュネール・ロイ・デ・フロリンス八世 Sharuru Gyunēru Roi De Furorinsu 8) sovrano del regno di Florince e Master di Rosalie Claudel, una delle Meister Otome diplomate al Garderobe.
Rosalie ClaudelRosalie Claudel (ロザリー・クローデル Rozarī Kurōderu) è attualmente conosciuta come "Giada dell'Abisso" (深淵の翡翠 Shin'en no Hisui), ma precedentemente ricopriva il ruolo di "Malachite dell'Amore Puro". Infatti, desiderando sposarsi e condurre una vita normale, Rosalie abbandona il suo primo titolo di Meister Otome e le sue GEM quando il Garderobe comunica il nome di Akane come sua sostituta. La fuga d'amore di Akane, tuttavia, costringe la Meister Otome a tornare al fianco del proprio sovrano e ad istituire un nuovo contratto, sancito dalle nuove GEM di giada, da cui deriva il suo attuale titolo.

### Regno Unito of Lutesia (ルーテシア連合王国)
Suddiviso nei due paesi gemelli di Lutesia Romulus e Lutesia Remus, chiari omaggi a Romolo e Remo, il Regno Unito di Lutesia sembra essere stato fondato da coloni italiani al tempo della conquista del pianeta Earl, così come anche lasciano intendere i nomi delle Otome associate ai sovrani di tale regno.

#### Lutesia Romulus (ルーテシア・ロムルス)
Re di Lutesia Romulus
Carla BelliniCarla Bellini (カーラ・ベリーニ Kāra Berīni) è l'Otome associata al sovrano di Lutesia Romulus, conosciuta anche come "Granato del Fulmine" (雷鳴の柘榴石 - Raimei no Zakuroishi). Carla è anche stata compagna di corso di Natsuki e Mai durante il loro apprendistato come Coral Otome, presso il Garderobe.

#### Lutesia Remus (ルーテシア・レムス)
La Regina di Lutesia Remus
Laura BianchiLaura Bianchi (ラウラ・ビアンキ Raura Bianki) è l'Otome associata alla Regina di Lutesia Remus. Conosciuta anche come "Brillante Enstatite" (絢爛の頑火輝石 - Kenran no Gankakiseki), fu a sua volta compagna di corso di Natsuki e Mai durante il loro apprendistato come Coral Otome presso il Garderobe.
Laura Bianchi è anche una delle Meister Otome più famose dell'interno pianeta.

### Annam (アンナン)
Nguyen BaoNguyen Bao (グエン・バオ Guen Bao) è il sovrano del regno di Annam. Lo si vede comparire negli episodi 21 e 22, ed il suo regno aiuta il Garderobe e Windbloom nella guerra contro Artai.
Anh LuAnh Lu (アイン・ルー Ain Rū) è sia la figlia che la Meister Otome del sovrano del regno di Annam. È conosciuta come "Azzurrite imperiale" (慧命の藍銅鉱 Emyō no Randōkō) ed era probabilmente l'aiutante di Natsuki durante il suo periodo trascorso al Garderobe come Coral Otome. Infatti non è un caso che Ahn Lu chiami Natsuki "Onēsama", titolo riservato appunto alle Pearl Otome, da parte delle aiutanti personali.

## Personaggi secondari
Rena SayersRena Sayers (レナ・セイヤーズ Rena Seiyāzu) è una delle precedenti Meister Otome diplomatesi al Garderobe. Rena era anche la Meister Otome del Re di Windbloom, oltre ad essere la madre di Arika.
Rena scomparve circa quindici anni prima degli attuali eventi di Mai-Otome, durante un attacco congiunto degli Asward e degli Schwarz contro il regno di Windbloom, organizzato per riuscire ad impossessarsi della tecnologia detenuta dal Garderobe. Durante tale attacco, Rena cercò di difendere la famiglia reale del paese di Windbloom, utilizzando il potere della GEM chiamata Zaffiro del Cielo Blu (蒼天の青玉 - Souten no Seigyoku) allora in suo possesso, fallendo però nel suo proposito e finendo con l'essere uccisa dal cyborg Rad.
Il suo corpo fu tuttavia trafugato dagli Schwarz e venne usato per ricreare una sorta di fondatrice parallela a Fumi Himeno e dalla quale dipendono le Valchirie o False Otome, gestite dagli Schwarz appunto.
Esattamente come Arika, Rena è una discendente di Alyssa e probabilmente il suo cognome, "Sayers", è una forma derivata dall'originale "Searrs".
MiyuMiyu (ミユ) è una misteriosa viaggiatrice che si muove per il pianeta Earl e veglia da lontano su Arika. La sua uniforme ricorda molto l'abito difensivo in Mithril che il suo alter ego indossava in Mai-HiME.
Durante tutte le sue apparizioni, Miyu si rivela un personaggio particolare, detentore di conoscenze spesso dimenticate dai più. Spesso diversi indizi nella serie lasciano intuire che la Miyu di Mai-Otome potrebbe in qualche modo essere la stessa Miyu di Mai-HiME, sebbene ciò sia smentito dal fatto che il suo attuale nome è l'acronimo di "Merciful Intelligencial Yggdrasil Unit", piuttosto che di "Multiple Intelligencial Yggdrasil Unit".
Apparentemente, Miyu è stata creata nel passato dalla versione di Mai-Otome di Alyssa Searrs, per contrastare il potere della GEM Ultimate Black Diamond. In tempi più recenti, è sicuro che Alyssa fosse in ottimi rapporti con Rena, infatti fu proprio Alyssa a salvare Arika e a consegnare la bimba ancora in fasce alla madre di Rena. Più tardi ancora, Miyu rinvenne ad Artai la GEM conosciuta come Zaffiro del Cielo Blu che consegnò proprio alla nonna di Arika, nell'attesa che la futura Otome crescesse e fosse pronta ad indossarla.
La sua azione più importante, comunque, avviene proprio durante gli eventi attuali di Mai-Otome, è infatti Miyu che attiva la Guiding Star, stella guida, in una sorta di territorio molto simile al Fuuka Gakuen di Mai-HiME, cosa questa che permette alle Otome di tutto il pianeta di materializzare Element e Robe anche senza il consenso dei propri rispettivi Master.
AlyssaAlyssa (アリッサ Arissa) è il canarino che accompagna Miyu nei suoi viaggi. Tutta una serie di situazioni presenti nella serie lasciano chiaramente intendere come Alyssa non sia semplicemente un canarino ed è infatti solo grazie al suo aiuto che Miyu può attivare il suo attacco, l'"Artemis", che rappresenta un omaggio al Child compagno di Alyssa Searrs in Mai-Hime.
Alyssa SearrsAlyssa Searrs compare solo ed esclusivamente in un flashback dei ricordi di Miyu, nel ventiquattresimo episodio. Alyssa è l'antenata di Rena e di Arika, oltre ad essere la creatrice di Miyu.
MikotoMikoto è conosciuta anche come Dea-gatto, anche se a tutti gli effetti assomiglia ad una normalissima ragazza che veste indumenti di chiaro stampo buddista, corredati da un rosario indossato intorno al collo e da un bastone dorato la cui forma ricorda la testa di un gatto.
Mikoto sembra in grado di controllare una sorta di rete di gatti, uno dei quali è il cucciolo di Mashiro, che la tengono informata su tutto quanto avviene sul pianeta Earl, sebbene poi in realtà Mikoto abbandoni raramente la porzione di Black Valley dove sorge la Foresta degli Spiriti.
Oltre ai gatti di cui è circondata, Mikoto controlla anche un suo doppio d'ombra che protegge l'Harmonium sotto il castello di Windbloom e che poi sarà sconfitto dal potere di Nina.
Inoltre, Mikoto è anche la Master di Mai, sebbene il loro contratto sia stato siglato in maniera del tutto accidentale, infatti per errore Mikoto ingerì una delle GEM detenute da Mai finendo così con il ritrovarsi vincolata alla Otome, sebbene appunto in maniera del tutto involontaria. Da allora, Mikoto non si è più separata da Mai e le due vivono da sole nella Foresta degli Spiriti.
Per finire, Mikoto si occuperà anche dell'allenamento conclusivo di Arika, dimostrando notevoli capacità nelle arti marziali.
JyuubeiJyuubei è uno dei gatti di Mikoto e gemello del gatto di Mashiro, da cui si differenzia solo ed esclusivamente per il marchio che porta sulla fronte. A differenza del gatto di Mashiro, tuttavia, che vive stabilmente presso il castello di Windbloom, Jyuubei invece viaggia per il pianeta e spesso viene utilizzato come messaggero.